# Lambda Normae
Lambda Normae (λ Normae) é uma estrela binária na constelação de Norma. Possui uma magnitude aparente visual combinada de 5,44, sendo visível a olho nu em locais com pouca poluição luminosa. Medições de paralaxe pelo satélite Hipparcos indicam que o sistema está localizado a aproximadamente 350 anos-luz (107 parsecs) de distância da Terra.
Este sistema é formado por duas estrelas de classe A da sequência principal, que já foram classificadas com tipos espectrais de A3Vn e A7. Elas orbitam seu centro de massa comum com um período de cerca de 67,5 anos, um semieixo maior de 0,29 segundos de arco e uma alta excentricidade de 0,79. A notação 'n' no tipo espectral indica que a estrela primária tem linhas de absorção largas e nebulosas devido a uma alta velocidade de rotação, de mais de 225 km/s.